# Swift Current
Swift Current je kanadské město s 15 503 obyvateli, ležící v jihozápadní části provincie Saskatchewan, v níž je šestým největším městem. Městem prochází Transkanadská dálnice i Kanadská pacifická železnice, má také vlastní letiště.

## Historie
Swift Current bylo založeno v roce 1883 na stejnojmenné řece (její název znamená doslova "dravý proud") jako železniční zastávka a vojenská pevnost. Postupně přicházeli další obyvatelé a věnovali se převážně dobytkářství. V roce 1903 byl postaven Imperial Hotel, existující dodnes. V roce 1907 byla osada s 500 obyvateli povýšena na město. V roce 1912 bylo založeno Lyric Theatre, nejstarší divadlo v provincii.

## Současnost

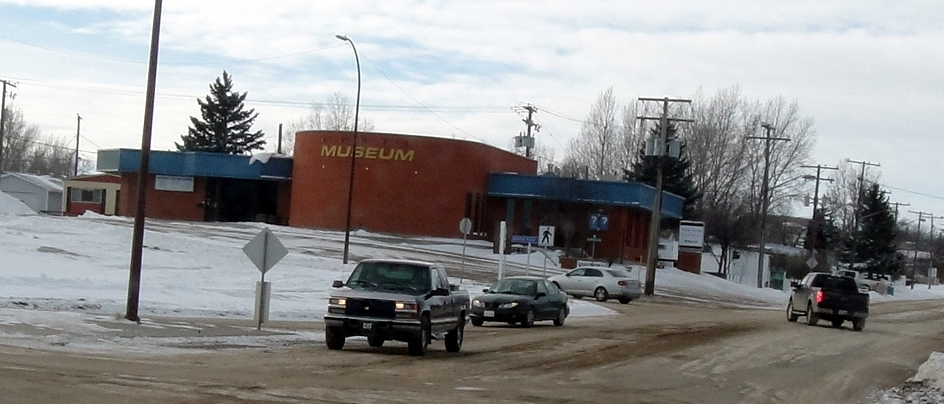
Muzeum ve Swift Current

Swift Current má suché kontinentální klima, průměrná lednová teplota je -12,2 stupňů Celsia, průměrná červencová 17,9 stupňů. Město je důležitým zemědělským centrem, sídlí v něm také Výzkumný ústav prérijního zemědělství. Průmysl je zaměřen na hospodářské stroje nebo zpracování ropy, důležitým zdrojem příjmů je také turistika - okolí města je ideální pro lov a rybaření. Každý červen se ve Swift Current konají závody draků - Windscape Kite Festival. Město má muzeum, nemocnici, dvě střední školy, vychází zde týdeník Prairie Post. Proslavil ho hokejový juniorský tým Swift Current Broncos, působící ve WHL. Sport ve Swift Current reprezentují také lakrosoví Swift Current Rampage a baseballoví Swift Current Indians. Heslo města je "Where the life makes sense" - "Kde život dává smysl".

## Slavní rodáci
Patrick Marleau, Marc Habscheid, Trent McCleary - hokejisté, účastníci NHL

Fred Wah - spisovatel

Brad Wall - politik, předseda vlády provincie Saskatchewan od roku 2007